# Предња уретерална валвула
Предња уретерална валвула (ПУВ)  је урођене опструкције уринарног тракта код дечака у пределу уретре. Она не само да је 15 до 30 пута ређа него задња уретерална валвула (ЗУВ), већ  има и бољу прогнозу од оних са ПУВ, због мање израженехидронефрозе и мање инциденце хроничне бубрежне инсуфицијенције (у односу 5% : 30%).
Рана дијагноза и лечење овог ретког стања је веома важно за спречавање даљег оштећења, инфекције и везикоуретералног рефлукса. Имајући у виду да ПУВ може бити повезан са другим урођеним аномалијама уринарног система; стога је неопходна потпуна процена уринарног система.  

## Етиопатогенеза
Предња уретерална валвула је неуобичајен, али важан узрок инфравезикалне опструкције доњег уринарног тракта која је чешћа код мушке уретре. Може се јавити као изоловани ПУВ или у вези са дивертикулумом и другим аномалијама.   
Различите предложене хипотезе о етиопатогенези ПУВ укључују:  
- неуспешан покушај дуплирања уретре,

- неуспех поравнања између проксималне и дисталне уретре,
- неуравнотежен раст ткива у уретри у развоју што доводи до појаве остатка вишка ткива који дјелује као вентил,
- урођену цистичну дилатацију периуретралних жлезда која доводи до појаве валвуле [ 2 ].

Четрдесет процената ПУВ се налази у булбарној уретри, 30% на пеноскроталном споју и 30% у висећој уретри.  
Иако ретко, урођена опструкција предње уретре може бити узрокована предњим уретралним валвулама. Ово је други најчешћи узрок конгениталне опструкције уретре код дечака. Овај ентитет се састоји од истакнутог семилунарног набора у вентралној мушкој уретри, било луковичасте или пенилне уретре. Променљиве тежине и често ометају, могу довести до истих последица као и залисци задње уретре. Често постоји дилатација предње уретре проксимално од вентила. Ово може да имитира дивертикулум, иако је описано присуство опструкције предње уретралне мембране без дивертикула. Иако патоетиологија није сасвим јасна, прихваћене хипотезе сугеришу да ова аномалија може представљати непотпуну фузију сегмента уретралне плоче или фокални непотпуни развој спонгиозума тела са балонирањем слузокоже уретре услед неадекватне подршке. Током мокрења, мокраћа испуњава вентралну уретралну сакулацију и/или дивертикулум проксимално од вентила, подижући ивицу валвуле и притискајући је на дорзални зид уретре, ограничавајући проток мокраће.  

## Клиничка слика
Клиничка манифестација је веома варијабилна и зависи од старости пацијента и степена опструкције. Може се манифестовати тешком опструкцијом и билатералном тешком хидроуретеро-нефрозом, завршном стадијумом бубрежне болести, па чак и руптуром бешике.  

## Дијагноза
Цистоуретрографија  потврђује дијагнозу и показује контраст који испуњава овалну вентралну врећицу предње уретре. Потешкоће са катетеризацијом могу настати јер катетер првенствено улази у сакул и/или дивертикулум. Катетер са  врхом може се користити за клизање поред отвора вентила и врећице, у проксималну уретру и мокраћну бешику. 
Сонографија и сцинтиграфија бубрега могу се користити као помоћна сликовне методе за процену анатомије и функције горњег дела уринарног система. 

## Диференцијална дијагноза
Примарна диференцијална дијагностичка разматрања за ову аномалију укључују:
- урођени дивертикулум предње уретре,
- дилатацију канала Кауперове жлезде,
- пост-хируршку или посттрауматску стриктуру уретре.

## Терапија
Иницијална терапија ове аномалије је паралелан оној за задње уретралне валвуле, са трансуретралном или супрапубичном дренажом катетером, антибиотском терапијом, регулисањем електролита и проценом функције бубрега код новорођенчади која имају опструкцију.  
Диверзија, као што је петља уретеростомија или везикостомија, може се изабрати у зависности од клиничких околности.  
Хируршко лечење може укључивати ендоскопски или отворени третман. Електрокаутеризација може бити усмерена ка дисталној ивици дивертикула, у односу на отворену ресекцију и реконструкцију дивертикула. Неки заговарају ранију технику за хомогенију реконструкцију пречника уретре, док су други за уретропластику пач графтом, у којој се за уретропластику користи графт узет са коже пениса. 